# Будяк, Анна Степановна
Анна Степановна Будяк (24.08.1911 — ????) — передовик советского сельского хозяйства, звеньевая виноградарского совхоза имени Молотова Министерства промышленности продовольственных товаров СССР, Анапского района Краснодарского края. Герой Социалистического Труда (1950).

## Биография
Родилась 24 августа 1911 года в селе Караваево Казанской губернии, ныне Республика Татарстан. Русская.
С 1939 года работала в виноградарской бригаде совхоза имени Молотова Анапского района Краснодарского края.
После освобождения Кубани от немецко-фашистской оккупации Анна Степановна участвовала в восстановлении полностью разрушенного совхозного хозяйства. Позже возглавила виноградарское звено.
По итогам работы в 1949 году её звено получило урожай винограда 99,7 центнера с гектара на площади 5 гектаров.
Указом Президиума Верховного Совета СССР от 26 сентября 1950 года за получение высоких урожаев винограда в 1949 году Будяк Анне Степановне присвоено звание Героя Социалистического Труда с вручением ордена Ленина и золотой медали «Серп и Молот».
Этим же указом ещё 19 тружеников совхоза имени Молотова были удостоены высокого звания, в том числе и директор П. В. Яворский.
В последующие годы её звено продолжало собирать высокие урожаи солнечной ягоды в переименованном совхозе имени Ленина. Проживала в Краснодарском крае. Дата смерти неизвестна.

## Награды
- Медаль «Серп и Молот» (1950);
- Орден Ленина (26.09.1950)
- Медаль «За трудовую доблесть» (03.11.1953).
- Медаль «В ознаменование 100-летия со дня рождения Владимира Ильича Ленина» (6 апреля 1970)
- Медаль «Ветеран труда»
- медаль ВСХВ
- нагрудный знак «Лучший садовод и виноградарь».
- и другие.

## Память

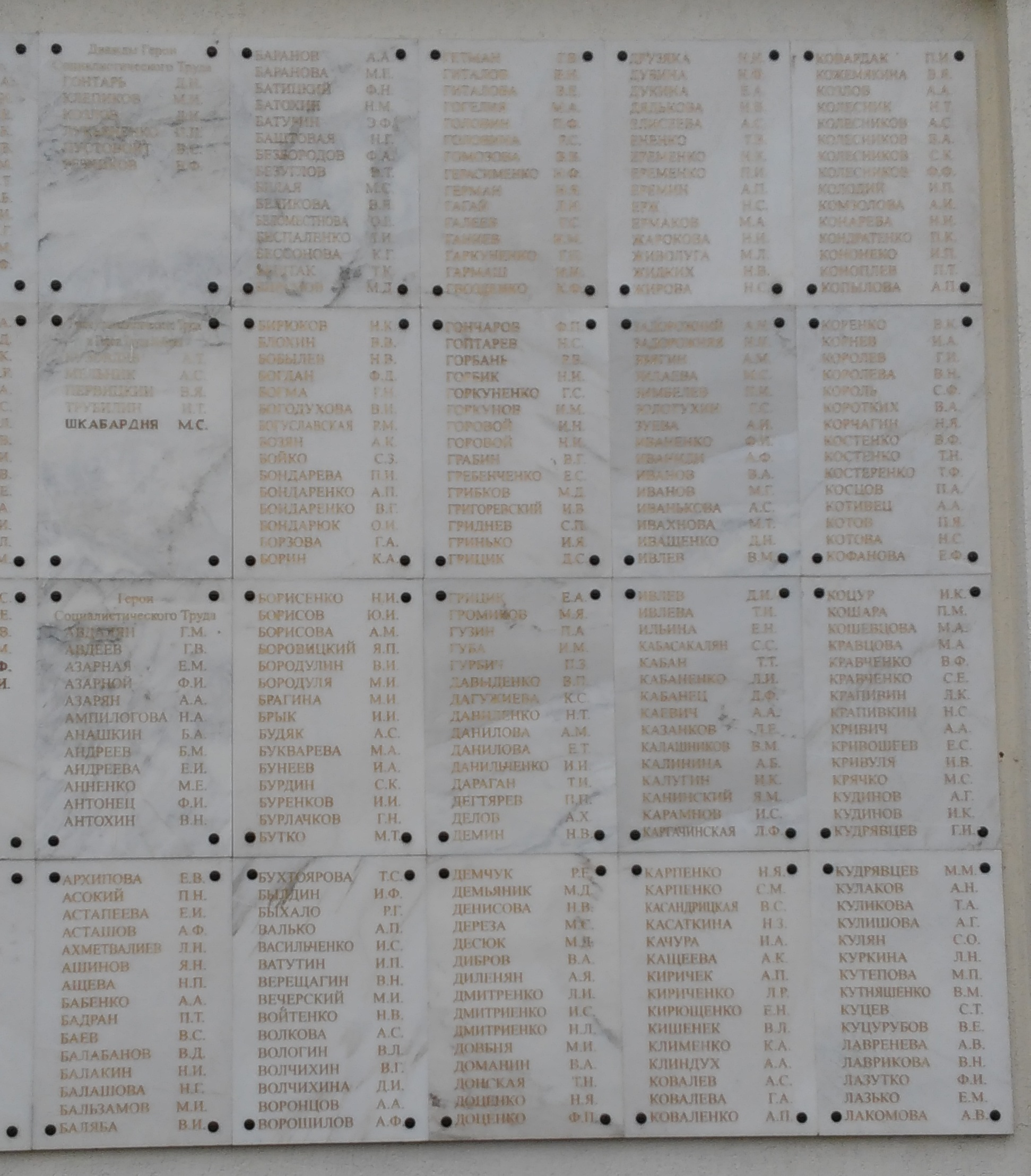

- Имя Героя золотыми буквами вписано на мемориальной доске в Краснодаре.
- Занесена в Книгу Почёта района и на аллею Трудовой Славы Анапского района.